# 新倫敦鎮區 (愛荷華州亨利縣)
新倫敦鎮區（英語：New London Township）是位於美國愛荷華州亨利縣的一個行政鎮區。

## 地方資料
根據2010年美國人口普查的數據，新倫敦鎮區的面積為94.27平方千米，當中陸地面積為94.09平方千米，而水域面積為0.18平方千米。當地共有人口2447人，而人口密度為每平方千米25.96人。